# Так, Мэттью
Мэттью «Мэтт» Так (англ. Matthew Tuck; род. 20 января 1980, Бридженд (Уэльс)) — британский рок-музыкант, вокалист, соло/ритм-гитарист и бессменный лидер британской металкор-группы Bullet for My Valentine, а также бэк-вокалист, гитарист и лидер грув-метал супергруппы AxeWound.

## Биография
Мэтт родился 20 января 1980 года в городе Бридженд, Уэльс. В детстве увлекался хэви-металом 80-х, из-за этого начал играть на гитаре. В 1996 году, вместе с сокурсником по колледжу Майклом Томасом, основал свою первую группу Trauma, игравшую в стиле панк-рок. В 1998 год Мэтт и Майк образовали новую группу под названием Jeff Killed John, игравшую в стиле альтернативный метал. Из неё со временем и сформировался нынешний коллектив Мэтта, Bullet for my Valentine. Так является основным композитором и автором лирики к песням группы. Он разделяет партии соло-гитары с Майклом Пэджетом в некоторых песнях группы на первых трех альбомах. Мэтт пережил много депрессивных ситуаций, в связи с чем много текстов, написанных Мэттом посвящены депрессии, несчастной любви и смерти. Является самым высоким участником группы, его рост - 180 см.
Мэттью принимал участие в записи альбома группы Apocalyptica, исполнив вместе с Максом Кавалерой песню Repressed.
С 2013 года был женат на Шарлотте Биделл, от которой имеет сына Эвана. В начале 2016 года пара развелась.
Во время тура по России, его позвали на один из стадионов в Нижнем Новгороде посмотреть хоккей с мячом, и с тех пор, рассказывает Мэтт, он стал его любимым видом спорта.

## Проблемы со здоровьем
В ноябре 2006 года, во время турне с группами As I Lay Dying и Protest the Hero, Так пострадал от ларингита (воспаление оболочек гортани), что привело к серии сорванных концертов, пока в январе 2007 года он снова не начал петь, после периода восстановления.
22 июня 2007 года было объявлено,что Мэттью проведут операцию по удалению миндалин. Группа была вынуждена отменить все свои концерты, в том числе их турне с группой Metallica, в качестве разогревающей группы. Не в силах говорить, Мэтт написал, что как только врачи долечат его, он вновь появится в студии для записи нового альбома Scream Aim Fire

## Дискография
На данный момент Мэттью в составе разных групп выпустил 7 мини-альбомов и 8 студийных альбомов.
| №   | Год  | Группа                  | Название альбома/мини-альбома  |
| --- | ---- | ----------------------- | ------------------------------ |
| 1.  | 1998 | Jeff Killed John        | Allsorts! (мини-альбом)        |
| 2.  | 1999 | Jeff Killed John        | Better Off Alone (мини-альбом) |
| 3.  | 2002 | Jeff Killed John        | Eye Spy (мини-альбом)          |
| 4.  | 2002 | Jeff Killed John        | You / Phony (мини-альбом)      |
| 5.  | 2003 | Jeff Killed John        | Jeff Killed John EP            |
| 6.  | 2004 | Bullet for My Valentine | Bullet for My Valentine (EP)   |
| 7.  | 2005 | Bullet for My Valentine | Hand of Blood (мини-альбом)    |
| 8.  | 2005 | Bullet for My Valentine | The Poison                     |
| 9.  | 2008 | Bullet for My Valentine | Scream Aim Fire                |
| 10. | 2010 | Bullet for My Valentine | Fever                          |
| 11. | 2012 | AxeWound                | Vultures                       |
| 12. | 2013 | Bullet for My Valentine | Temper Temper                  |
| 13. | 2015 | Bullet for My Valentine | Venom                          |
| 14. | 2018 | Bullet for My Valentine | Gravity                        |
| 15. | 2018 | AxeWound                | TBA                            |
| 16. | 2021 | Bullet for My Valentine | Bullet for My Valentine        |